# Strukturalism (arkitektur)

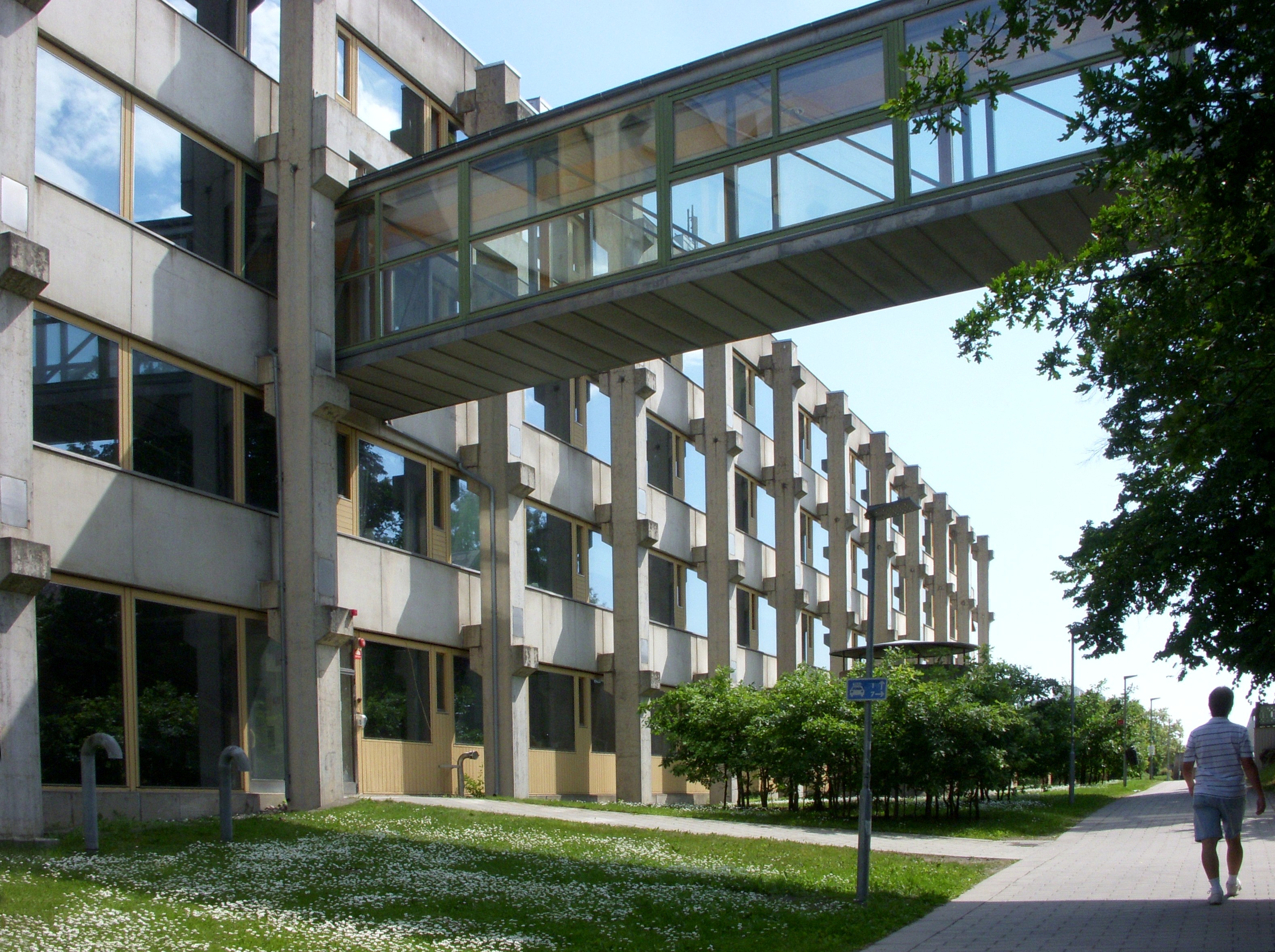
Exempel på strukturalism är Arrheniuslaboratoriet, ritat av Carl Nyrén 1972.

Inom arkitektur avser strukturalism en teoretisk riktning enligt vilken byggnader och samhällets infrastruktur främst ska betraktas som strukturer i vilka delar får sin betydelse genom helheten. Riktningen verkade mycket i polemik mot den formella, sena modernismen, i synnerhet den internationella stilen, som istället utgick från tydligt definierade funktioner som fick definiera helheten. 
I det typiska fallet, befattar sig strukturalismen med fenomen, trender och hypotetiska eller generaliserade fall och föreslår lösningar utan att (i detalj) beskriva hur delarna ser ut. En typiskt strukturalistisk byggnad är, eller kan göras, oändligt stor. I kontrast arbetar funktionalismen med en begränsad uppsättning funktioner, byggnadstyper och föreslår i allmänhet ”skräddarsydda” lösningar på ett specifikt problem. En funktionalistisk byggnad är därför bara ”funktionell” om förutsättningarna förblir statiska. Eftersom delarna i det strukturalistiska fallet är utbytbara, är dess lösningar flexibla.
Bland strukturalistiska projekt i Sverige kan nämnas administrationsbyggnaden Garnisonen (1965–1971) på Östermalm i Stockholm och Arrheniuslaboratoriet (1968–1973) vid Stockholms universitet.